# Jacob Hamburger
Jacob Hamburger (geboren am 10. November 1826 in Loslau, Kreis Pleß, Oberschlesien; gestorben am 23. November (nach anderen Quellen am 10. November oder am 24. Oktober) 1911 in Neustrelitz, Mecklenburg-Strelitz) war ein deutscher liberaler Rabbiner, Bibel-, Midrasch- und Talmudgelehrter. Er ist alleiniger Verfasser und Herausgeber einer der ersten explizit jüdischen Enzyklopädien. Mit seiner Realencyclopädie des Judentums begründete er eine Nachschlagewerktradition für das Judentum, die mit der deutsch-, später englischsprachigen Encyclopaedia Judaica eine bedeutende Fortsetzung gefunden hat.

## Leben
Jacob Hamburger erhielt seine erste Ausbildung durch seinen Vater David, einen Schankwirt aus Ratibor. Talmudische Akademien (Jeschiwot) besuchte er in Hotzenplotz, Pressburg und Nikolsburg. Den Titel Morenu erhielt er von Samson Raphael Hirsch und vom Oberjuristenkollegium in Nikolsburg. Zeit seines Lebens war er stolz darauf, dass er sein talmudisches Wissen in mährischen Jeschiwot erworben hat. So schrieb er 1874, „dass ich zu den älteren Kandidaten gehöre, die ihr jüdisches Wissen nicht auf Seminaren, sondern an der Quelle selbst geschöpft haben.“
Als Hörer ohne Reifezeugnis immatrikulierte er sich 1847 an der Universität Breslau extra ordinem. Am 20. September 1850 erhielt er das Abitur am Gymnasium in Lubań (Lauban), Niederschlesien. Am 7. Februar 1851 setzte er sein Studium an den Universitäten in Berlin und Leipzig fort und schloss es am 21. Oktober 1852 mit der Promotion zum Thema De Chaldaica versione, quam Onkelosianam vocamus ab. Ab 21. Januar 1852 wirkte er sieben Jahre als Rabbiner in Neustadt b. Pinne (Provinz Posen).  Von 1855 bis 1857 war er auch für Pinne zuständig.
Um 1857, wohl in Neustadt, heiratete er Bertha Gensler, mit der er später sieben Kinder hatte. Mindestens zwei Töchter wurden Opfer der Shoa.
Um Pessach 1859 wurde Hamburger Rabbiner in Strelitz, wo er im damaligen Herzogtum Mecklenburg-Strelitz zum Ober- und Landesrabbiner ernannt wurde. In Mecklenburg-Strelitz (zunächst mit Sitz in Altstrelitz, später in Neustrelitz) blieb er als Landesrabbiner bis zu seinem Lebensende tätig. Er war der letzte Landesrabbiner in Mecklenburg-Strelitz. Nach seinem Tode blieb das Amt vakant.
Im Jahre 1858 gehörte Hamburger zu den Unterzeichnern der Eingabe an den Vatikan in der Mortara-Affäre.
Im Jahre 1865 geriet Hamburger in einen Streit mit dem Gemeindevorstand über seinen Wohnsitz. In Altstrelitz hatte er nur ein Zimmer und zog nach Neustrelitz um, wo seine ältesten Töchter 1878 ein Mädchenpensionat eröffneten. Daraufhin verweigerte ihm der Vorstand Gehaltszahlungen. 1881 war er in fünf Prozesse verwickelt. Dabei legten zwei Rabbiner ein Gutachten vor, ob ein Rabbiner eine halbe Meile von seiner Frau entfernt wohnen dürfe.
Zum Freundeskreis Hamburgers zählte der Strelitzer Lexikograph und Sprachforscher Daniel Sanders.
Jacob Hamburgers Grabstein ist, neben dem Daniel Sanders’, einer der wenigen erhaltenen des zerstörten jüdischen Friedhofs in Altstrelitz. Am 9. November 2011 wurde in der Nähe des Synagogengedenksteins in Altstrelitz eine Gedenktafel für Jacob Hamburger eingeweiht.

## Real-Encyclopädie des Judentums
Hamburgers erstes Werk war seine 1852 in Leipzig erschienene Doktorarbeit, in der er sich mit einer aramäischen Übersetzung der Tora beschäftigte. Fünf Jahre später legte er seine enzyklopädische Frühschrift Geist der Hagada vor, das Hamburgers Anfangsstadium einer sich über vier Jahrzehnte hinziehenden lexikographischen Arbeit darstellt. Dieses erste enzyklopädische Werk Hamburgers Mitte der 1850er Jahre blieb zunächst auf die Aggada, jene nichtgesetzlichen Inhalte der antiken rabbinischen Literatur beschränkt. Dem Vorwort dieses ersten, den Buchstaben A auf 140 Seiten abhandelnden Bandes zufolge, hatte er ursprünglich eine „Real-Encyclopädie der Hagada“ (= heute: Aggada) geplant; doch schon mit diesem ersten Band gab er diese Beschränkung auf die Aggada auf. Öffentlichen Beifall für diese Studien erhielt Hamburger von Zacharias Frankel und Ludwig Philippson. Dreizehn Jahre später legte Hamburger eine Enzyklopädie vor, die die (jüdische) Bibel (mit den fünf Büchern Mose und den Propheten) in über tausend Lemmata von A-Z abhandelte. Dreizehn Jahre später fügte er diesem ersten Band (Abteilung I.) mit den „Biblischen Artikeln“ einen zweiten mit über 1300 Seiten hinzu, in dem die Bereiche „Talmud und Midrasch“ sowie Apokryphen, die Schriften Philons von Alexandrien und Flavius Josephus’ hinzukamen.
Für die zweite verbesserte, aber nicht vermehrte Auflage der Abteilungen I und II sowie das Erscheinen der Supplementbände (1896/97) entschied sich Hamburger zur Umbenennung des gesamten Werkes in „Real-Encyclopädie des Judentums“ (1896/97). In dem Prospekt zu dieser einzigen und letzten Neuauflage betitelte er sein Werk auch als „Konversations-Lexikon des Judentums“, worin man

„klar und rasch Aufschluss über Gegenstände aus der Geschichte, den Lehren und Gesetzen der Ethik, des Kultus, der Dogmatik und des Rechts im Judentume erhält, ist ein dringendes, längst anerkanntes Bedürfnis. Freunde und Förderer der Wissenschaft, Männer, die Herz und Sinn für die Geschichte und Litteratur unserer Ahnen sich zu bewahren verstanden haben, mögen in der Anschaffung dieses gemeinnützigen Werkes nicht zurückbleiben. (…) Dieses Werk ist nicht blos ein Kompendium der Geschichte und Wissenschaft des Judentums für Gelehrte, sondern auch ein belehrendes Nachschlagebuch für Laien, Juden und Nichtjuden, welche eine objektive Darstellung der öffentlich zur Sprache kommenden Gegenstände des Judentums wünschen und suchen.“

Die zeitgenössischen, das Judentum jenseits von Bibel, Talmud und Midrasch abhandelnden Artikel sind überwiegend in den (sechsteiligen) Supplementa zu finden. Von daher kann gemutmaßt werden, dass Hamburger in der Endphase Mitte der 1890er Jahre diese Titeländerung vornahm, um einen größeren Leserkreis anzusprechen. Neben kommerziellen Interessen ging es ihm unbezweifelbar um Leserkreise, für die die Bibel, der Talmud und der Midrasch nicht mehr im Zentrum ihrer täglichen Glaubenspraxis standen. Mit dieser editorischen und lexikografischen Arbeit des Landesrabbiners im Herzogtum Mecklenburg-Strelitz entstand die erste deutschsprachige Enzyklopädie zum Judentum von erheblicher Bedeutung auch für die weltweite Rezeption, da das Deutsche damals unter Gelehrten eine lingua franca war.
Während Hamburger im deutschen Kaiserreich bis zu seinem Tod kaum rezipiert worden ist, so ist er im angelsächsischen Raum recht bekannt. Sein Werk ist allerdings unübersetzt geblieben. Im Jahrbuch der Zentralkonferenz Amerikanischer Rabbiner („Year Book of the Central Conference of American Rabbis“) (1908) wurde anlässlich seines 80. Geburtstages der Jubilar Jacob Hamburger als einer der „begnadetesten Arbeiter auf dem Felde der jüdischen Literatur“ bezeichnet. Diese auf seine lexikographischen Errungenschaften bezogene Lebensleistung ist umso mehr zu würdigen, als keine Mitautoren seiner auf fast 4000 Seiten versammelten 3000 Artikel der Real-Enzyklopädie bekannt sind.

## Werke
- Geist und Ursprung der aramäischen Übersetzung des Pentateuchs, bekannt unter dem Namen Targum Onkelos. Leipzig 1852 (Philosophische Dissertation).
- Geist der Hagada. Sammlung hagadischer Aussprüche aus den Talmuden und Midraschim über biblische, dogmatische, moralische und antiquarische Gegenstände. In alphabetischer Ordnung bearbeitet. Verlag Leopold Schnauß, Leipzig 1857. (=Institut zur Förderung der israelitischen Literatur 2 (1856/57)) (Darin bearbeitete Lemmata: Aaron, Ab, Abbitte, Abel, Abend, Abenddämmerung, Aberglaube, Abhängigkeit, Abhängigkeit von Gott, Abija, Abila, Abilim, Abimelech, Abkunft, Abner, Abraham, Absalom, Abschied, Absicht, Abtrünnige, Achan, Achasriel, Adam, Adar, Adonia, Ahab, Ahasveros, Ahitophel, Almosen, Almosenempfänger, Almosensammlung und -vertheilung, Almosenspenden, Almosenvorsteher, Alphabet, Altar, Alter, Amalek, Amon, Amos, Amram, Arbeit, Armuth, Aufrichtigkeit, Aussatz).
- Die Lehre vom Bösen und Guten nach dem Talmud und den Midraschim. In: Ludwig Philippson (Hrsg.): Allgemeine Zeitung des Judenthums. Ein unpartheiisches Organ für alles jüdische Interesse in Betreff von Politik, Religion, Literatur, Geschichte, Sprachkunde und Belletristik. 22. Jahrgang, No. 50, Leipzig 6. Dezember 1858, S. 690 – 695, No. 51, 13. Dezember 1858, S. 708 – 710, 23. Jahrgang, No. 8, 14. Februar 1859, S. 113 – 116, No. 29, 11. Juli 1859, S. 419 – 422 (Digitalisat in Compact Memory, ebenda, ebenda, ebenda).
- Das Alte in dem Neuen! Jubel-Predigt zur Feier des 100jährigen Bestandes der Synagoge zu Altstrelitz. Neustrelitz 1863.
- Real-Encyclopädie für Bibel und Talmud: Wörterbuch zum Handgebrauch für Bibelfreunde, Theologen, Juristen, Gemeinde- und Schulvorsteher, Lehrer etc."; herausgegeben von Jacob Hamburger und Johann Carl Samuel Steiner, Heft 1: A–Eidesformel, Selbstverlag, Strelitz 1866
- „Die Opfer des Heils.“ Predigt über das 32. Capitel der Reden Jeremias am Bettage (27. Juli 1870) gehalten an der Synagoge zu Strehlitz. Selbstverlag, Neustrelitz 1870. (16 S.)
- Predigten, Leipzig 1870.
- Real-Encyclopädie für Bibel und Talmud (mit Abtheilung III (=Band III) in der ersten Auflage fortgeführt als Real-Encyclopädie des Judentums). Wörterbuch zum Handgebrauch für Bibelfreunde, Theologen, Juristen, Staatsmänner, Gemeinde- und Schulvorsteher, Lehrer u. a. m., Bd. I-III (einschließlich 6 Supplementa), Schletter’sche Buchhandlung H. Skutsch, Kommission K. F. Köhler und Selbstverlag des Verfassers, Breslau/Strelitz/Leipzig 1870–1901. (=1. Auflage)
  - Abtheilung I. Die biblischen Artikel (Von A-Z), Schletter’sche Buchhandlg. H. Skutsch, Breslau 1870. (1103S.)
  - Abtheilung II. Die talmudischen Artikel (Von A-Z), Selbstverlag, Strelitz 1883. (1332S.) & 3. durchgesehene und verbesserte Auflage Die talmudischen Artikel (Von A-Z), K. F. Köhler, Leipzig 1892 (1331S.)
    - Supplement-Band I zur Abtheilung I (Biblischer Teil) und II (Talmudischer Teil), K. F. Köhler, Leipzig 1886. (158S. & 138S.)
    - Supplement-Band II zur Abtheilung I (Biblischer Teil) und II (Talmudischer Teil), K. F. Köhler, Leipzig 1891. (177S.)
    - Supplement-Band III zur Abtheilung I (Biblischer Teil) und II (Talmudischer Teil), K. F. Köhler, Leipzig (nebst Hauptregister, deutsch und hebräisch, zu allen Teilen dieses Werkes), K. F. Köhler, Leipzig 1892. (156S.)
    - Supplement-Band IV zur Abtheilung III (Judentum), Selbstverlag des Verfassers, Strelitz i.M. 1897. (138S.)
    - Supplement-Band V zur Abtheilung III (Judentum), Selbstverlag des Verfassers, Strelitz i.M. 1900. (146S.)
    - Supplement-Band VI zur Abtheilung III (Judentum), Selbstverlag des Verfassers, Strelitz i.M. 1901. (126S.) (=Schlussheft)

  - Abtheilung I. Die biblischen Artikel (Von A-Z), Schletter’sche Buchhandlg. H. Skutsch, Leipzig 1896. (1102S.)
  - Abtheilung II. Die talmudischen Artikel (Von A-Z), Selbstverlag, Neustrelitz 1896. (1331S.)
    - Supplementa identisch mit der 1. Auflage
- Die Nichtjuden und die Sekten im talmudischen Schriftthum. Vortrag, gehalten in der 35. diesjährigen Versammlung deutscher Philologen und Schulmänner, Sektion der Orientalisten, zu Stettin, Hofbuchhandlung von G. Barnewitz, Neustrelitz 1880.
- Real-Encyclopädie des Judentums. Wörterbuch zum Handgebrauch für Bibelfreunde, Theologen, Juristen, Staatsmänner, Gemeinde- und Schulvorsteher, Lehrer, Schulinspektoren u. a. m., Bd. I-III (einschließlich 6 Supplementa), Schletter’sche Buchhandlung H. Skutsch, K. F. Koehler in Kommission und Selbstverlag des Verfassers, Leipzig 1896–1901. (=2. Auflage, seitenzahlenidentisch)
- Real-Encyclopädie des Judentums. Wörterbuch zum Handgebrauch für Bibelfreunde, Theologen, Juristen, Staatsmänner, Gemeinde- und Schulvorsteher, Lehrer, Schulinspektoren u. a. m., Bd. I-III (einschließlich 6 Supplementa), Schletter’sche Buchhandlung H. Skutsch, K. F. Koehler in Kommission und Selbstverlag des Verfassers, Neustrelitz 1905. (=3. neue verbesserte Auflage, wie die 2. und 1. zwar seitenzahlen- aber nicht immer textidentisch (Mit dt. und hebr. Register im III. Supplement der III. Abteilung))
  - Abtheilung I. Biblische Artikel, Neustrelitz 1905. (1103S.)
  - Abtheilung II. Talmud und Midrasch, Neustrelitz 1905. (1332S.)
  - Abtheilung III. Supplementa I-VI. Nichttalmudisches bis auf Moses Mendelssohn, Neustrelitz 1905.